# Ephesia koreana
Ephesia koreana là một loài bướm đêm trong họ Noctuidae.